# Mulciber plagiatus
Mulciber plagiatus är en skalbaggsart som beskrevs av Aurivillius 1916. Mulciber plagiatus ingår i släktet Mulciber och familjen långhorningar. Inga underarter finns listade i Catalogue of Life.